# Epiphora ileshana
Epiphora ileshana är en fjärilsart som beskrevs av Rouget 1955. Epiphora ileshana ingår i släktet Epiphora och familjen påfågelsspinnare. Inga underarter finns listade i Catalogue of Life.